# Grey DeLisle
Erin Grey DeLisle (Fort Ord, 24 de agosto de 1973) é uma cantora, compositora e atriz de voz norte-americana.

## Carreira
Trabalhos mais importantes
2009 -  Transformers -Arcee  - Chromia - Flare Up/Elita One
- 2000 - The Small Time
- 2001 - The Fairly OddParents
- 2001 - Scooby-Doo and the Cyber Chase
- 2002 - Homewrecker
- 2003 - Bootlegger, Vol. 1
- 2004 - Scooby-Doo and the Loch Ness Monster
- 2004 - The Graceful Ghost
- 2005 - Save-Ums!
- 2005 - Aloha, Scooby-Doo!
- 2005 - Os Simpsons
- 2005 - Scooby-Doo in: Where's My Mummy?
- 2005 - Iron Flowers
- 2005 - Loggerheads Soundtrack
- 2006 - "Avatar A Lenda De Aang"
- 2006 - Scooby-Doo and the Pirates Ahoy
- 2007 - Tomb Raider Anniversary
- 2007 - Chill Out, Scooby-Doo
- 2008 - Tomb Raider Underworld
- 2008 - Scooby-Doo and the Goblin King
- 2009 - Scooby-Doo and the Samurai Sword
- 2010 - Scooby-Doo! Abracadabra-Doo
- 2010 - Scooby - Doo ! Camp Scare
- 2010 - Firebreather
- 2010 - T.U.F.F. Puppy
- 2012 - Superman vs. The Elite
- 2014 - Scooby-Doo ! Wresltemania Mystery
- 2014 - JLA Adventures: Trapped in Time
- 2015 - Star vs. as Forças do Mal
- 2016 -   "The Loud House"
- 2017 - Unikitty!
- 2018 - Digimon - Tai Kamiya

## Videogames
- Arc the Lad: Twilight of the Spirits - Lilia
- Baldur's Gate II: Shadows of Amn (2000) - Nalia De'Arnise, Viconia De Vir, Bubbles, Raelis Shai, Illasera (Throne of Bhaal)
- Barbie Beauty Boutique (2003) - Teresa/Christie.
- Bayonetta (2009) - Jeanne/Jubileus
- Champions of Norrath (2004)
- Dark Reign 2 (2000)- Thara.
- Diablo 3 (2012) - Wizard
- Doom 3 (2005) - Computer Voice, additional VO.
- Escape from Monkey Island (2000) - Yangia the Pirate Student/Yoshen the LUA Bar Patron.
- Fallout Tactics: Brotherhood of Steel (2001)
- Happy Feet (2006) - Miss Viola, Mrs. Astrakhan, Young Penguin #2, Adult Penguin #3
- Final Fantasy X-2 (2003) - Pukutak
- Giants: Citizen Kabuto (2000)
- Gladius (2003) - Female Narrator/Additional voices.
- The Grim Adventures of Billy & Mandy (2006) - Mandy
- Indiana Jones and the Infernal Machine (1999) - 'Nubian Boy'
- Invictus: In the Shadow of Olympus (2000)
- Jumpstart Baby - Teddy
- Mass Effect (2007) - Nassana
- Nicktoons: Attack of the Toybots (2007) - Sam Manson
- Nicktoons: Battle for Volcano Island (2006) - Sam Manson
- Ninja Gaiden II - Elizébet
- Tomb Raider: Anniversary (2007) - Jacqueline Natla
- Sacrifice (2000)
- Scooby-Doo!First Frights (2009) - Daphne Blake
- Scooby-Doo!And The Spooky Swamp (2010) - Daphne Blake
- Speed Racer (2007) - Esther 'Rev' Reddy
- Star Wars: Demolition (2000) - Ghia/Jabba's Announcer/Lyn Me/Tia
- Star Wars: Knights of the Old Republic II The Sith Lords (2004) - Brianna the Handmaiden, Lonna Vash
- Star Wars: The Clone Wars - Bera Kazan
- Tomb Raider Underworld (2008) - Jacqueline Natla
- Vampire: The Masquerade - Bloodlines (2004) - Jeanette Voerman/Therese Voerman
- X-Men Legends (2004) - Mistica
- X-Men Legends II: Rise of Apocalypse (2005) - Mistica
- Crash of the Titans (2007) - Brat Girl
- Star Wars Jedi Knight: Jedi Academy (2003) - Alora, Female Jedi
- Metal Gear Solid: Peace Walker (2010) - Amanda
- Avatar: Rise of the Phoenix King (2021 or 2022) - Azula